# Llacunes de Ruidera
Les llacunes de Ruidera venen d'un aqüífer situat a El campo de Montiel. En total són 13 llacunes disposades de nord a sud, que van vessant les aigües de l'una a l'altra en un espai de 13 km. S'havia considerat durant molt de temps que ern l'origen del Guadiana, però en realitat ho són de l'Alt Guadiana.
Sobre l'origen del nom de Ruidera hi ha dues teories. Per una banda pot venir del soroll de les cascades tombant d'unes a altres. Per l'altra en l'atles del segle xvi de l'Escorial el topònim que apareix és Riadera, derivació possible de Riada pels desbordaments i riades que es produeixen a les llacunes.
Des del llogaret de Ruidera, un camí va vorejant les llacunes, oferint una successió no interrompuda de belles perspectives. El llac del Rei té forma quasi circular i és notable per la seva cascada, té un cabal de 3 m³ per segon. Després d'aquest destaquen per la seva extensió la Colgada i la Lengua. Alguns tècnics enumeren 15 llacunes, perquè algunes d'elles estan unides de tal forma que poden considerar-se com una o dues. Els noms de les llacunes són: Escudero, Blanca, Ruí Pérez, Tinaja, San Pedro, Redondilla, Lengua (a la província d'Albacete), Salvadora, Santo Morcillo, Batana, Colgada, Rey, Cueva Morenilla, Coladilla i Cenaguero o Cenagosa (província de Ciudad Real).

## L'entorn
Els seus voltants constitueixen un veritable oasi en l'estepa manxega, i estan plens de records històrics i cervantins, com els vestigis de l'Almendro; la cova de Montesinos que immortalitzà El Quixot; l'ermita de San Pedro i la cova de Marica Garria, que la fantasia popular creu que arriba a centre de la terra.

## Història

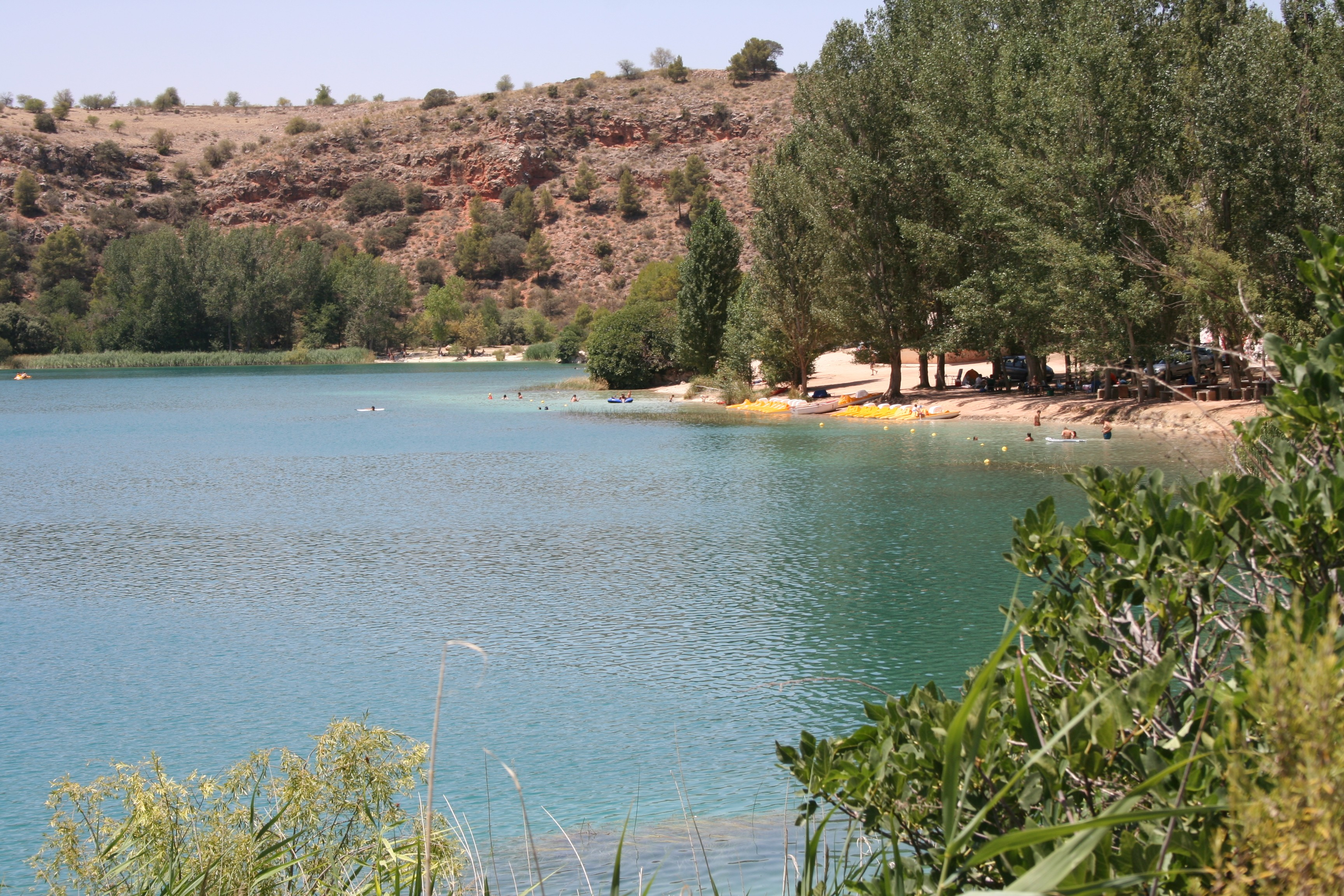
La llacuna de Santo Morcillo des de la barrera de tova de la Salvadora

El que avui és la població de Ruidera sembla correspondre a la Laminio, citada per Plini i Tolomeu, que era un municipi romà i cap de regió en l'Oretania i quarter militar de l'Imperi, d'importància estratègica ja que és a l'encreuament de tres camins; el de les Gàl·lies a Cadis, el de Mèrida a Saragossa i el de la mateixa Laminio a Toledo. Durant la dominació àrab s'hi aixecà una fortalesa anomenada La Roydera, conquerida pels cristians el 1215. Més tard es constituí el Real Sitio de Ruidera, unit al Priorat de San Juan. L'infant Gabriel, gran Prior de l'Orde, emprengué la construcció d'un gran canal de regadiu, que no arribà a acabar-se. De 1770 a 1780 s'edifica la fàbrica de pólvora, construïda pel conegut arquitecte Juan de Villanueva, que fou incendiada pels carlins el 1838 i reedificada quatre anys després. En aquesta s'arribaren a fabricar llavors més de 70 arroves de pólvora diàries.